# 今井恭司
今井 恭司（いまい きょうじ、1946年1月11日- ）は、新潟県刈羽郡高柳町（現：柏崎市）出身の写真家（サッカーカメラマン）。

## 経歴
6人兄弟の末っ子として生まれる。新潟県の中学校を卒業後、東京の夜間学校に進学し、更に東京写真大学（現：東京工芸大学）に入学した。大学卒業後は広告カメラマンとして活動していたが、サッカー専門誌の制作に関わったことをきっかけにサッカーカメラマンとしてのキャリアをスタートさせた。1972年、当時ペレが在籍していたサントスFCと全日本選抜の試合にて、初めてサッカーカメラマンとして活動を始めた。
1970年代の日本サッカー黎明期からカメラマン兼記者として日本代表などの国内外の遠征に同行。当時はサッカー写真では生計を立てることができず、様々な分野の写真も撮りながら活動を続けていた。1982 FIFAワールドカップで初めてW杯の取材を行った。1985年に株式会社スタジオ・アウパを設立した
1993年、Jリーグ開幕を契機にサッカーブームが到来。長年にわたり活動を続けていた今井とその写真への評価も高まり、日本代表および前身の古河電工サッカー部時代から関わっていたジェフユナイテッド市原・千葉のオフィシャルカメラマンにも就任した。その後はワールドカップやJリーグ公式戦など様々な舞台で活躍を続けている。
2017年8月1日、第14回日本サッカー殿堂へ掲額されると発表された。8月11日のジェフ千葉のホームゲームで、クラブやサポーターから殿堂入りを祝うセレモニーが行われた。

## 主な作品
- 『写蹴(しゃしゅう) ファインダー越しに見た歴代サッカー日本代表の素顔』スキージャーナル、2010年5月28日。ISBN 978-4789900751。